# Фельсберг (Гессен)
Фельсберг (нім. Felsberg) — місто в Німеччині, знаходиться в землі Гессен. Підпорядковується адміністративному округу Кассель. Входить до складу району Швальм-Едер.
Площа — 83,27 км2. Населення становить 10 568 ос. (станом на 31 грудня 2020).